# Partido Liberal de Australia
El Partido Liberal de Australia (en inglés: Liberal Party of Australia) es un partido político australiano de centroderecha. Desde su fundación en 1945, ha sido uno de los principales partidos de la política de Australia, junto con su rival, el Partido Laborista Australiano. Fue fundado en 1945 como sucesor del Partido Australia Unida.
El Partido Liberal es una de las principales fuerzas políticas de Australia y ha gobernado en Coalición con el Partido Nacional de Australia. Salvo unos breves períodos, el Partido Liberal y sus predecesores han gobernado en coaliciones similares a nivel federal desde la década de 1920. El líder del partido es Peter Dutton, elegido el 30 de mayo de 2022. La Coalición estuvo en el poder desde las elecciones federales de 2013 hasta las elecciones federales de 2022, en los gobiernos de Tony Abbott (2013-2015), Malcolm Turnbull (2015-2018) y el gobierno de Scott Morrison (2018-2022).
La ideología del partido es el liberalismo económico y el conservadurismo liberal. Dos antiguos líderes del partido, Robert Menzies y John Howard, son los dos primeros ministros de Australia con más años de servicio.
Menzies fue un estadista que fortaleció los lazos militares con los Estados Unidos y fomentó el crecimiento industrial y la inmigración procedente de Europa. Howard lideró un gobierno con una amplia agenda de reformas, iniciada por la privatización de Telstra, el mayor operador de telecomunicaciones del país; logró una reestructuración de las relaciones laborales, incluida la introducción de acuerdos directos entre empleadores y empleados; e introdujo un impuesto sobre bienes y servicios. En política exterior, proporcionó apoyo para que Timor Oriental lograra la independencia y desarrolló una diplomacia "Primero en Asia, pero no solo en Asia". Después de los atentados del 11 de septiembre de 2001 en Nueva York y Washington D. C., la guerra contra el terrorismo fue un elemento importante en su política de defensa, particularmente en la decisión de apoyar la guerra de Irak en 2003.

## Historia
El antecesor inmediato de los liberales fue el Partido de Australia Unida (UAP). En términos más generales, la ascendencia ideológica del Partido Liberal se remonta a las agrupaciones anti-laboristas en los primeros parlamentos de la Commonwealth. El Partido Liberal de la Commonwealth fue una fusión del Partido de Libre Comercio (Antisocialista) y el Partido Proteccionista en 1909 por el segundo primer ministro, Alfred Deakin, en respuesta a la creciente prominencia electoral del Laborismo. El Partido Liberal de la Commonwealth se fusionó con varios disidentes laboristas (incluido Billy Hughes) para formar el Partido Nacionalista de Australia en 1917. Ese partido, a su vez, se fusionó con los disidentes laboristas para formar la UAP en 1931.
La UAP se había formado como una nueva alianza conservadora en 1931, con el desertor laborista Joseph Lyons como líder. La postura de Lyons y otros rebeldes laboristas contra las propuestas más radicales del movimiento laborista para hacer frente a la Gran Depresión había atraído el apoyo de destacados conservadores australianos. Con Australia aún sufriendo los efectos de la Gran Depresión, el partido recién formado obtuvo una victoria en las elecciones de 1931, y el gobierno de Lyon ganó tres elecciones consecutivas. Evitó en gran medida adoptar medidas keynesianas, siguiendo una política fiscal más conservadora de reducción de la deuda y presupuestos equilibrados como un medio para ayudar a Australia a salir de la Depresión. La muerte de Lyons en 1939 llevó a Robert Menzies asumir el cargo de primer ministro en vísperas de la Segunda Guerra Mundial. Menzies se desempeñó como primer ministro de 1939 a 1941, pero renunció como líder del gobierno minoritario de la Segunda Guerra Mundial en medio de una mayoría parlamentaria impracticable. La UAP, dirigida por Billy Hughes, se desintegró tras sufrir una dura derrota en las elecciones de 1943. En Nueva Gales del Sur, el partido se fusionó con el Partido de la Commonwealth para formar el Partido Demócrata. En Queensland, el partido estatal fue absorbido por el Partido Popular de Queensland.
Desde 1942 en adelante, Menzies había mantenido su perfil público con su serie de charlas radiales The Forgotten People, similares a las charlas junto a la chimenea de Franklin D. Roosevelt en la década de 1930, en las que hablaba de la clase media como la columna vertebral de Australia, pero que, no obstante, los partidos políticos dieron por sentado.
Menzies convocó a una conferencia de partidos conservadores y otros grupos opuestos al gobernante Partido Laborista Australiano, que se reunió en Canberra el 13 de octubre de 1944 y nuevamente en Albury, Nueva Gales del Sur en diciembre de 1944. Esbozando su visión para un nuevo movimiento político, Menzies dijo:

... Lo que debemos buscar, y es un asunto de extrema importancia para nuestra sociedad, es un verdadero renacimiento del pensamiento liberal que trabajará por la justicia y la seguridad social, por el poder nacional y el progreso nacional, y por la pleno desarrollo del ciudadano individual, aunque no a través del aburrido y embotado proceso del socialismo.
Robert Menzies

La formación del partido se anunció formalmente en el Ayuntamiento de Sídney el 31 de agosto de 1945. Tomó el nombre de Partido Liberal en honor al antiguo Partido Liberal de la Commonwealth. El nuevo partido estaba dominado por los restos del antiguo UAP; con pocas excepciones. La Liga Nacional de Mujeres de Australia, una poderosa organización conservadora de mujeres, también se fusionó con el nuevo partido. Un grupo de jóvenes conservadores que Menzies había creado, los Jóvenes Nacionalistas, también se fusionó en el nuevo partido. Se convirtió en el núcleo de la división juvenil del Partido Liberal, los Jóvenes Liberales. En septiembre de 1945 había más de 90.000 miembros, muchos de los cuales no habían sido miembros de ningún partido político.
En Nueva Gales del Sur, la división del Partido Liberal reemplazó al Partido Liberal Democrático y al Partido Demócrata entre enero y abril de 1945. En Queensland, el Partido Popular de Queensland no se convirtió en parte del Partido Liberal hasta julio de 1949, cuando se convirtió en la división de Queensland del Partido Liberal.

## Ideología
El Partido Liberal generalmente aboga por el liberalismo económico. Históricamente, el partido ha apoyado un mayor grado de proteccionismo económico e intervencionismo que en las últimas décadas. Al partido también se le relaciona con el conservadurismo liberal. El partido es miembro de la Unión Internacional Demócrata, la Unión Demócrata de Asia Pacífico y es socio regional del Partido de los Conservadores y Reformistas Europeos.

## Organización

### Líderes del partido
El líder del Partido Liberal, también conocido como Líder Parlamentario del Partido Liberal, es el cargo más alto dentro del partido y la Coalición Liberal - Nacional. A continuación se muestra la lista de líderes desde 1945.
| N.º  | Líder            | Imagen | Inicio                   | Final                    |
| ---- | ---------------- | ------ | ------------------------ | ------------------------ |
| 1    | Robert Menzies   |        | 21 de febrero de 1945    | 20 de enero de 1966      |
| 2    | Harold Holt      |        | 20 de enero de 1966      | 17 de diciembre de 1967  |
| 3    | John Gorton      |        | 9 de enero de 1968       | 10 de marzo de 1971      |
| 4    | William McMahon  |        | 10 de marzo de 1971      | 20 de diciembre de 1972  |
| 5    | Billy Snedden    |        | 20 de diciembre de 1972  | 21 de marzo de 1975      |
| 6    | Malcolm Fraser   |        | 21 de marzo de 1975      | 11 de marzo de 1983      |
| 7    | Andrew Peacock   |        | 11 de marzo de 1983      | 5 de septiembre de 1985  |
| 8    | John Howard      |        | 5 de septiembre de 1985  | 9 de mayo de 1989        |
| (7)  | Andrew Peacock   |        | 9 de mayo de 1989        | 3 de abril de 1990       |
| 9    | John Hewson      |        | 3 de abril de 1990       | 23 de mayo de 1994       |
| 10   | Alexander Downer |        | 23 de mayo de 1994       | 30 de enero de 1995      |
| (8)  | John Howard      |        | 30 de enero de 1995      | 29 de noviembre de 2007  |
| 11   | Brendan Nelson   |        | 29 de noviembre de 2007  | 16 de septiembre de 2008 |
| 12   | Malcolm Turnbull |        | 16 de septiembre de 2008 | 1 de diciembre de 2009   |
| 13   | Tony Abbott      |        | 1 de diciembre de 2009   | 14 de septiembre de 2015 |
| (12) | Malcolm Turnbull |        | 14 de septiembre de 2015 | 24 de agosto de 2018     |
| 14   | Scott Morrison   |        | 24 de agosto de 2018     | 30 de mayo de 2022       |
| 15   | Peter Dutton     |        | 30 de mayo de 2022       | 3 de mayo de 2025        |
| 16   | Sussan Ley       |        | 13 de mayo de 2025       | En el cargo              |

### Líderes estatales y territoriales
|  | 26,78 % |

|  | 29,6 % |

|  | 35,9 % |

|  | 21,8 % |

|  | 35,7 % |

|  | 50,3 % |

|  | 33,8 % |

|  | 31,3 % |

## Resultados electorales

### Elecciones federales
|  | 32,95 % |

|  | 39,39 % |

|  | 40,62 % |

|  | 38,31 % |

|  | 39,73 % |

|  | 37,23 % |

|  | 33,58 % |

|  | 37,09 % |

|  | 40,14 % |

|  | 34,77 % |

|  | 32,04 % |

|  | 34,95 % |

|  | 41,80 % |

|  | 38,09 % |

|  | 37,43 % |

|  | 34,36 % |

|  | 34,06 % |

|  | 34,41 % |

|  | 35,04 % |

|  | 37,10 % |

|  | 38,69 % |

|  | 33,89 % |

|  | 37,40 % |

|  | 40,47 % |

|  | 36,60 % |

|  | 30,46 % |

|  | 32,02 % |

|  | 28,67 % |

|  | 27,97 % |

|  | 23,89 % |

|  | 20,89 % |

a Respecto del resultado obtenido por Australia Unida en 1943.